# Chronanthos orientalis
Chronanthos orientalis là một loài thực vật có hoa trong họ Đậu. Loài này được (Loisel.) Frodin & Heyw. mô tả khoa học đầu tiên năm 1968.